# 마리 (투르크메니스탄)
마리(투르크멘어: Mary, 마르)는 투르크메니스탄에서 두 번째로 큰 도시로 마리 주의 주도이다. 카라쿰 운하와 무르그합 강이 교차하는 곳에 위치하고 있으며, 수도인 아시가바트에서 동쪽으로 약 350km 떨어져 있다. 인구는 123,000명(1999년 기준)이다. 메르브, 메루, 마르기아나라고 불리기도 한다.

## 역사
1884년 러시아 왕조가 메르브 오아시스를 점령하였고 이를 계기로 판즈데 사건이 일어났다. 오늘날의 정착은 러시아의 정치와 행정 개편으로 그 해 이후에 시작되었다. 소비에트 연방 때에는 관개 시설 확장을 통해 목화 재배 중심지로 개발되었다. 1968년에는 이 곳에서 서쪽으로 20km 정도 떨어진 곳에서 천연 가스가 발견되었다.

## 자매 도시
- 터키 이스탄불
- 사우디아라비아 제다